# Bram Peper
Abraham (Bram) Peper (ur. 13 lutego 1940 w Haarlemie, zm. 20 sierpnia 2022 w Rotterdamie) – holenderski polityk, socjolog i samorządowiec, działacz Partii Pracy (PvdA), w latach 1982–1998 burmistrz Rotterdamu, od 1998 do 2000 minister spraw wewnętrznych.

## Życiorys
W latach 1957–1965 studiował geografię społeczną na Uniwersytecie Amsterdamskim. W latach 1963–1964 kształcił się w zakresie ekonomii i socjologii na Uniwersytecie w Oslo. W 1966 wstąpił do Partii Pracy. Od tegoż roku do 1982 pracował jako nauczyciel akademicki w Nederlandse Economische Hogeschool (włączonej w międzyczasie w struktury Uniwersytetu Erazma w Rotterdamie). W latach 1974–1977 był jednocześnie doradcą socjaldemokratycznych członków rządu, pełnił również m.in. funkcję drugiego wiceprzewodniczącego Partii Pracy (1975–1982).
Od marca 1982 do sierpnia 1998 zajmował stanowisko burmistrza Rotterdamu. Był w międzyczasie członkiem Komitetu Regionów, a od 1996 do 1998 przewodniczącym Eurocities. W sierpniu 1998 objął urząd ministra spraw wewnętrznych w drugim rządzie Wima Koka. Ustąpił w marcu 2000 w związku z zarzutami dotyczącymi domniemanych nieprawidłowości z okresu zarządzania Rotterdamem, z których dwa lata później został oczyszczony. W latach 2002–2004 wykładał na prywatnym Nyenrode Business Universiteit.
Odznaczony Orderem Oranje-Nassau klasy IV (2003). Był mężem ekonomistki i polityk Neelie Kroes.